# Otto-Rudolf Rothbart
Otto-Rudolf Rothbart (* 15. März 1928 in Stralsund; † 6. Oktober 2019 in Eningen unter Achalm) war ein deutscher Bibliothekar.

## Leben
Rothbart wuchs in Stralsund auf, 1945 flüchtete er über die Ostsee nach Dänemark. 1947 kehrte er nach Deutschland zurück und begann eine Ausbildung zum Diplom-Bibliothekar in Stuttgart. Ab 1950 studierte er Germanistik in Tübingen und Stuttgart. Von 1951 bis 1954 baute er die Bibliothek des Tübinger Amerika-Hauses auf und wurde dort Chief-Librarian. Anschließend ging er als Bibliothekar an die Stadtbücherei Stuttgart, wo er Cheflektor und Leiter der Zentrale für Bestandsaufbau und -erschließung wurde. Die längste Dienstzeit verbrachte er dann von 1964 bis 1991 an der ekz (Einkaufszentrale) in Reutlingen. Zunächst war er dort Lektor und Redakteur, ab 1974 Bibliothekarischer Direktor. 1969 begründete er den ekz-Informationsdienst, 1976 gestaltete er den Aufbau der Lektoratskooperation von Deutschem Bibliotheksverband, dem Berufsverband Information Bibliothek und der ekz mit. Es gelang ihm damit, die Sichtung des Buchmarktes und das Erstellen von Besprechungen für die öffentlichen Bibliotheken an der ekz zu zentralisieren. 1991 ging er in den Ruhestand. Er zählte zu den zentralen Persönlichkeiten im Bibliothekswesen der Nachkriegszeit.

## Schriften (Auswahl)
- Schiller. Leben – Werk – Würdigung. Ein Bücherauswahlverzeichnis zur 200. Wiederkehr seines Geburtstages am 10. November 1959. Stadtbücherei, Stuttgart 1959.
- Bibliothekarische Buchkritik. Bestandsaufnahme und Standortbestimmung. Harrassowitz, Wiesbaden 1992 (Buchwissenschaftliche Beiträge aus dem Deutschen Bucharchiv München; 38), ISBN 3447033045.
- Lektoratskooperation. Idee und Wirklichkeit. Harrassowitz, Wiesbaden 1995 (Buchwissenschaftliche Beiträge; 52), ISBN 3447037431.
- Bibliothekarische Buchkritik nach 1945. Zwischen Pädagogik, Propaganda und Praktikabilität. Harrassowitz, Wiesbaden 1996 (Buchwissenschaftliche Beiträge; 55), ISBN 3447035048.
- Deutsche Büchereizentralen als bibliothekarische Dienstleistungsinstanz. Gestaltung und Entwicklung von Zentraleinrichtungen im gesamtstaatlichen Gefüge. Harrassowitz, Wiesbaden 2002 (Buchwissenschaftliche Beiträge; 69), ISBN 9783447045230.
- Gerade noch davongekommen. Dokumentation einer Jugend in gefährlicher Zeit (1938–1948). Books on Demand, Norderstedt 2008, ISBN 9783833472923.